# Błonkoskrzydłe Polski
Liczba gatunków błonkoskrzydłych (błonkówek) występujących w Polsce szacowana jest na około 10 tysięcy gatunków. Do 2004 roku zarejestrowano blisko 6000 gatunków, jednak ta liczba może być znacznie większa.
(Lista nie jest kompletna)

## Rośliniarki (Symphyta)

### Ździeblarzowate(Cephidae)
W Polsce 18 gatunków, w tym:
- Caenocephus lunulatus[6]
- wtrzciniec zdzieblarzowaty (Calameuta filiformis)
- Calameuta filum
- Calameuta haemorrhoidalis
- Calameuta pallipes
- Calameuta punctata[6]
- Cephus brachycercus
- Cephus cultratus
- Cephus fumipennis
- Żdziebiarz wielichnowy[7] (Cephus nigrinus)
- ździeblarz nadobny (Cephus pulcher)[6]
- ździeblarz pszeniczny[8] (Cephus pygmeus)
- ździeblarz zbożowy[7] (Cephus spinipes)
- Janus cynosbati
- Janus luteipes
- Phylloecus linearis[6]
- Phylloecus niger[6]
- półosica wybredna[7] (Phylloecus xanthostoma)[6]
- Syrista parreyssi[a]
- Trachelus troglodyta

### Szarżnikowate(Megalodontesidae)
W Polsce 4-5 gatunków, oraz 2 wątpliwe:
- Megalodontes cephalotes
- Megalodontes fabricii[7]
- Megalodontes luteiventris wątpliwy[7]
- Megalodontes panzeri[7]
- Megalodontes phaenicius wątpliwy[7]
- Megalodontes plagiocephalus
- Megalodontes thor[7]

### Niesnujowate(Pamphiliidae)
W Polsce około 40 gatunków, w tym:
- osnuja czerwonogłowa[10] (Acantholyda erythrocephala)
- Acantholyda flaviceps[11]
- osnuja sadzonkowa[10] (Acantholyda hieroglyphica)
- Acantholyda laricis[11]
- osnuja gwiaździsta[10] (Acantholyda posticalis)
- Caenolyda reticulata[11]
- osnujka świerkowa[10] (Cephalcia abietis)
- Cephalcia alpina[11]
- Cephalcia annulicornis[11]
- osnujka północna[10] (Cephalcia arvensis)
- osnujka mniejsza[10] (Cephalcia erythrogaster)
- osnujka Fallena[10] (Cephalcia fallenii)
- osnujka modrzewiowa[10] (Cephalcia lariciphila)
- Itycorsia posticalis
- Neurotoma nemoralis
- Neurotoma saltuum[11]
- Pamphilius balteatus
- Pamphilius betulae
- Pamphilius festivus[11]
- Pamphilius fumipennis
- Pamphilius gyllenhali
- Pamphilius histrio
- Pamphilius hortorum
- niesnuja różana (Pamphilius inanitus)[12]
- Pamphilius latifrons
- Pamphilius maculosus[11]
- Pamphilius marginatus[11]
- niesnuja szypszynowa (Pamphilius stramineipes)[12]
- Pamphilius sylvaticus
- Pamphilius vafer[11]
- Pamphilius varius[11]

### Obnażaczowate(Argidae)
W Polsce 21 gatunków, w tym:
- Aprosthema fusicorne[14]
- Aprosthema instratum[14] spp. instratum[14]
- Aprosthema melanurum
- obnażacz berberysowy, obnażacz kwaśnicówka (Arge berberidis)
- Arge ciliari
- Arge cyanocrocea
- Arge dimidiata
- Arge enodis
- Arge fuscipennis
- Arge fuscipes[14] spp. fuscipes[15]
- Arge gracilicornis
- Arge melanochroa
- Arge nigripes spp. nigripes[15]
- obnażacz różówka (Arge ochropus)[12]
- obnażacz kopciuszek (Arge pagana) spp. pagana[14]
- Arge pullata
- Arge rustica
- Arge ustulata
- Sterictiphora geminata

### Wietlicznikowate(Blasticotomidae)
W Polsce jeden gatunek:
- Blasticotoma filiceti[16]

### Bryzgunowate(Cimbicidae)
W Polsce 29 gatunków, w tym:
- Abia aenea[17]
- Abia candens[17]
- Abia fasciata[17]
- Abia fulgens
- Abia lonicerae[18]
- Abia mutica[18]
- Abia nitens
- Abia sericea
- Cimbex connatus
- Cimbex fagi[17]
- Cimbex femoratus – bryzgun brzozowiec
- Cimbex luteus – bryzgun wierzbowiec
- Corynis amoena[15]
- Corynis crassicornis[17]
- Corynis obscura[17]
- Pseudoclavellaria amerinae
- Trichiosoma aenescens[17]
- Trichiosoma lucorum
- Trichiosoma sorbi
- Trichiosoma tibiale
- Trichiosoma vitellina[17]
- Zaraea mutica
- Zaraea lonicerae

### Borecznikowate(Diprionidae)
W Polsce 19 gatunków, w tym:
- borecznik sosnowiec[10] (Diprion pini)
- borecznik czarnożółty[19], borecznik podobny[10] (Diprion similis)
- borecznik krzewian[10] (Gilpinia frutetorum)
- borecznik harcyński[10] (Gilpinia herycniae syn. Diprion herycniae)
- borecznik modrzewiowiec[10] (Gilpinia laricis)
- borecznik jasnobrzuchy[10] (Gilpinia pallida)
- borecznik świerkowiec[10] (Gilpinia polytoma)
- borecznik towarzyszący[10] (Gilpinia socia)
- borecznik kapryśny[10] (Gilpinia variegata)
- borecznik zielonożółty[10] (Gilpinia virens)
- borecznik największy[10] (Macrodiprion nemoralis)
- borecznik łysy[10] (Microdiprion fuscipennis)
- borecznik jasnonogi[10] (Microdiprion pallipes)
- Monoctenus obscuratus
- borecznik rudy[10] (Neodiprion sertifer)

### Wnikowate(Orussidae)
W Polsce jeden gatunek:
- Orussus abietinus

### Pilarzowate(Tenthredinidae)
W Polsce 484 gatunki, w tym:

- Aglaostigma aucupariae
- Aglaostigma fulvipes
- psowacz truskawkowy[12] (Allantus calceatus)
- psowacz różany[12] (Allantus cinctus)
- Allantus cingillum[21]
- Allantus togatus[21]
- Allantus truncatus
- Allantus viennensis[12]
- Amauronematus histrio[21]
- Amauronematus krausi[21]
- Amauronematus leucolenus[21]
- Amauronematus miltonotus[21]
- Amauronematus semilacteus[21]
- Amauronematus stenogaster[21]
- Amauronematus tunicatus[21]
- Amauronematus viduatus[21]
- Ametastegia equiseti[21]
- Ametastegia carpini
- Ametastegia glabrata
- Ametastegia pallipes[21]
- Ametastegia perla
- Ametastegia tenera[21]
- Aneugmenus coronatus[21]
- Aneugmenus padi
- Aneugmenus temporalis[21]
- Anoplonyx apicalis[21]
- Anoplonyx duplex
- Apethymus apicalis
- Apethymus filiformi
- Apethymus serotinus
- bruzdownica pędówka[12] (Ardis brunniventris)
- Athalia ancilla[21]
- Athalia bicolor[21]
- Athalia circularis
- gnatarz rzepakowiec[22] Athalia rosae syn. Athalia colibri[23]
- Athalia cordata[21]
- Athalia cornubiae[21]
- Athalia liberta
- Athalia lugens[21]
- Athalia rosae [21]
- Birka cinereipes
- Blennocampa phyllocolpa
- Brachythops flavens[21]
- Brachythops wuestneii[21]
- Caliroa annulipes
- Caliroa cerasi
- Caliroa cinxia
- Caliroa varipes
- Cladius aeneus
- Cladius brullei[21]
- Cladius difformis
- jotek wierzbowiec[10] (Cladius grandis)[21]
- Cladius pallipes[21]
- żebernica jeleniówka[12] (Cladius pectinicornis)
- Cladius rufipes[21]
- Cladius ulmi[21]
- Claremontia alternipes
- Claremontia brevicornis[21]
- Claremontia confusa
- Claremontia tenuicornis
- Claremontia waldheimii
- Craesus alniastri[21]
- Craesus brischkei[21]
- Craesus latipes
- płast brzozowiec, płast północnik[10] (Craesus septentrionalis)
- Craesus varus
- Dineura stilata
- Dineura testaceipes[21]
- Dineura virididorsata
- Dolerus aeneus
- Dolerus aericeps
- Dolerus anthracinus
- Dolerus anticus
- Dolerus bajulus[21]
- Dolerus bimaculatus
- Dolerus eversmanni
- Dolerus ferrugatus[21]
- Dolerus fumosus[21]
- Dolerus genucinctus[21]
- Dolerus gessneri
- Dolerus germanicus ssp. germanicus[21]
- Dolerus gibbosus[21]
- Dolerus gonager[21]
- Dolerus haematodes
- Dolerus liogaster ssp. liogaster[21]
- Dolerus madidus[21]
- Dolerus niger
- Dolerus nigratus
- Dolerus nitens[21]
- Dolerus picipes
- Dolerus planatus[21]
- Dolerus pratensis
- Dolerus puncticollis
- Dolerus sanguinicollis
- Dolerus stygius[21]
- Dolerus vestigialis
- Dulophanes morio[21]
- Empria baltica
- Empria candidata
- Empria immersa
- Empria klugii
- Empria liturata
- Empria longicornis
- Empria pallimacula[21]
- Empria parvula
- Empria sexpunctata[21]
- śluzownica różana[12] (Endelomyia aethiops)
- Endophytus anemones
- Elinora koehleri
- Eriocampa ovata
- Eriocampa umbratica
- Eutomostethus ephippium spp. ephippium[21]
- Eutomostethus gagathinus
- Eutomostethus luteiventri
- Euura amerinae
- Euura atra
- Euura laeta[21]
- Euura lapponica[24]
- Euura mucronata
- Euura testaceipes
- Euura venusta
- Fenella minuta
- Fenella monilicomis
- Fenella nigrita
- Fenusa dohrnii
- Fenusa pumila[21]
- Fenusa pusilla
- Fenusa ulmi[21]
- Fenusella glaucopis[21]
- Fenusella hortulana[21]
- Fenusella nana[21]
- Fenusella wuestneii[21]
- Halidamia affinis
- Harpiphorus lepidus[21]
- Hemichroa australis
- Hemichroa crocea
- Heterarthrus aceris
- Heterarthurs flavicollis
- Heterarthurs leucomelus
- Heterarthrus microcephalus
- Heterarthrus nemoratus
- Heterarthrus ochropoda
- Heterarthrus vagans
- Hinatara recta
- Hoplocampa chrysorrhoea
- Hoplocampa crataegi
- Hoplocampa flava
- Hoplocampa fulvicornis[21]
- Hoplocampa minuta
- Hoplocampa rutilicornis ssp. rutilicornis
- Hoplocampa testudinea
- Hoplocampoides xylostei
- Kaliofenusa ulmi ssp. ulmi
- brosznica bzowianka[12] (Macrophya albicincta)
- Macrophya albimacula
- Macrophya albipuncta
- Macrophya annulata
- Macrophya blanda[21]
- Macrophya chrysura[21]
- Macrophya duodecimpunctata
- Macrophya montana
- Macrophya punctumalbum
- Macrophya ribis
- Macrophya sanguinolenta
- Messa glaucopis
- Messa hortulana
- Messa nana
- Messa wuestneii
- Mesoneura opaca
- Metallus albipes
- Metallus lanceolatus
- Metallus pumilus
- Monophadnoides rubi
- Monsoma pulveratum
- Monophadnus pallescens
- Monostegia abdominalis
- Monsoma pulveratum[21]
- Nematinus acuminatus
- Nematinus abdominalis[b]
- Nematinus bilineatus
- Nematinus fuscipennis[21]
- Nematinus luteus
- Nematinus steini[21]
- Nematinus willigkiae
- Nematus bergmanni
- Nematus bipartitus
- Nematus cadderensis[21]
- Nematus caeruleocarpus
- Nematus dispar
- Nematus fagi[21]
- Nematus flavescens[21]
- Nematus incompletus[21]
- Brzęczak agrestowiec (Nematus leucotrochus)[21]
- Nematus lucidus
- Nematus melanaspis
- Nematus melanocephalus
- brzęczak towarzyski (Nematus miliaris)[21]
- Nematus myosotidis
- Nematus nigricornis
- Nematus notabilis[21]
- brzęczak[10] (Nematus pavidus)
- brzęczak zielony (Nematus poecilonotus)[21]
- Nematus princeps[21]
- Nematus pulcher
- Nematus respondens
- Brzęczak porzeczkowy (Nematus ribesii)
- brzęczak wierzbowiec (Nematus salicis)
- Nematus stichi
- Nematus tibialis
- Nematus togatus[21]
- Nematus umbratus[21]
- Nematus vicinus[21]
- Nematus viridis[21]
- Nesoselandria morio
- Pachynematus annulatus[21]
- Pachynematus clitellatus
- Pachynematus imperfectus[21]
- Pachynematus fallax[21]
- Pachynematus insignis[21]
- opaślica górska[10] (Pachynematus montanus)
- Pachynematus pallescens[21]
- Pachynematus rumicis
- Pachynematus scutellatus[21]
- Pachynematus vagus
- Pachyprotasis antennata[21]
- Pachyprotasis nigronotata[21]
- Pachyprotasis rapae
- Pachyprotasis variegata
- nimułka tarniówka[12] (Pareophora pruni)
- Parna reseri
- Parna tenella
- listnica liściobrzega[10] (Phyllocolpa leucapsis)
- Periclista albida
- Periclista albipennis
- Perineura rubi
- Phyllocolpa coriacea[21]
- Phyllocolpa leucapsis[21]
- Phyllocolpa leucosticta[21]
- Phyllocolpa oblita[21]
- Phyllocolpa piliserra[21]
- owrzódka konwaliowa (Phymatocera aterrima)
- opaślica świerkowa[10] (Pikonema scutellatum)
- Platycampus luridiventris
- Pontania bella
- Pontania histrio
- Pontania fallax
- Pontania kriechbaumeri
- Pontania leucosticta
- Pontania piliserra
- Pontania proxima
- Pontania puella
- Pontania puniceus
- Pontania semilacteus
- Pontania vesicator
- Pontania viduatus
- Pontania virilis
- Priophorus morio
- piłecznica agrestowa[25], szramiec białonogi[12] (Priophorus pallipes)
- Priophorus rufipes
- Pristiphora abbreviata
- zawodnica świerkowa[10], piłecznica świerkowa (Pristiphora abietina)
- Pristiphora alpestris[21]
- Pristiphora amphibola[21]
- Pristiphora aphantoneura
- Pristiphora appendiculata[21]
- piłecznica orlikowa (Pristiphora aquilegiae)
- Pristiphora armata
- Pristiphora biscalis[21]
- Pristiphora bufo[21]
- Pristiphora cincta[21]
- Pristiphora compressa[21]
- Pristiphora compressicornis[21]
- piłecznica wierzbówka[10] (Pristiphora conjugata)
- Pristiphora decipiens[21]
- zawodnica Erichsona[10] (Pristiphora erichsonii)
- Pristiphora geniculata[21]
- Pristiphora gerula[21]
- zawodnica modrzewiowa[10] (Pristiphora laricis)
- Pristiphora leucopodia
- Pristiphora maesta[21]
- Pristiphora melanocarpa[21]
- Pristiphora mollis
- Pristiphora monogyniae[21]
- Pristiphora nigella[21]
- Pristiphora nigriceps[21]
- Pristiphora pallida[21]
- Pristiphora pallidiventris
- Pristiphora pseudodecipiens[21]
- Pristiphora punctifrons[21]
- Pristiphora ruficornis[21]
- Pristiphora rufipes
- Pristiphora saxesenii
- Pristiphora subbiflda
- Pristiphora tenuicornis[21]
- Pristiphora tenuiserra[21]
- Pristiphora testacea[21]
- Pristiphora wesmaeli[21]
- zawodnica Wesmaela[10] (Pristiphora wesmaeli)
- Profenusa pygmaea
- Profenusa thomsoni
- Pseudodineura clematidis
- Pseudodineura enslini
- Pseudodineura fuscula
- Pseudodineura heringi
- Pseudodineura mentiens
- Pseudodineura parvula
- Rhadinoceraea bensoni
- Rhadinoceraea micans
- Rhadinoceraea nodicornis
- Szczerbatek zielony (Rhogogaster chlorosoma)[26]
- Rhogogaster dryas[21]
- Rhogogaster picta
- Rhogogaster punctulata
- Rhogogaster viridis
- Sciapteryx consobrina
- Sciapteryx costalis ssp. costalis
- Scolioneura betuleti
- Selandria serva
- Siobla sturmii
- Sharliphora amphibolus
- Stethomostus fuliginosus
- Stromboceros delicatulus[21]
- Strongylogaster lineata ssp. lineata
- Strongylogaster macula[21]
- Strongylogaster mixta[21]
- Strongylogaster multifasciata[21]
- Strongylogaster xanthocera[21]
- Tenthredo albicornis
- Taxonus agrorum
- Tenthredo amoena
- Tenthredo atra
- Tenthredo bifasciata ssp. rossii
- Tenthredo bipunctula
- Tenthredo brevicornis
- Tenthredo campestris
- Tenthredo crassa
- Tenthredo colon
- Tenthredo dahlii[21]
- Tenthredo ferruginea
- Tenthredo fagi
- Tenthredo ignobilis[21]
- Tenthredo koehleri[21]
- Tenthredo livida
- Tenthredo maculata[21]
- Tenthredo mandibularis
- Tenthredo marginella ssp. marginella
- Tenthredo mesomela
- Tenthredo mioceras
- Tenthredo notha
- Tenthredo neobesa[21]
- Tenthredo obsoleta
- Tenthredo olivacea
- Tenthredo omissa
- Tenthredo procera
- Tenthredo scrophulariae
- Tenthredo schaefferi
- Tenthredo semseyi
- Tenthredo solitaria
- Tenthredo thompsoni
- Tenthredo trabeata
- Tenthredo temula ssp. temula
- Tenthredo velox
- Tenthredo vespa ssp. vespa
- Tenthredo zonula
- Tenthredopsis annuligera
- Tenthredopsis excisa
- Tenthredopsis friesei[21]
- Tenthredopsis litterata
- Tenthredopsis nassata
- Tenthredopsis ornata[21]
- Tenthredopsis scutellaris[21]
- Tenthredopsis sordida[21]
- Tenthredopsis stigma
- Tenthredopsis tesselata
- Tenthredopsis tischbeini
- Tomostethus nigritus ssp. nigritus
- Thrinax mista

(...)

### Trzpiennikowate(Siricidae)
W Polsce 14 gatunków:
- Konowia megapolitana
- trzpiennik świerkowiec =husarek stalowy[29], husarek świerkowiec[10] (Sirex juvencus)
- husarek sosnowiec[30] (Sirex noctilio)
- żaługa żółtoskrzydła, żaługa żółtoczułka[10] (Tremex fuscicornis)
- Tremex magus
- drzewiennik żółty[10] (Urocerus augur)
- Urocerus albicornis[c]
- trzpiennik olbrzym[10] (Urocerus gigas)
- trzpiennik fantom[10] (Urocerus phantoma)
- Urocerus tricolor[d]
- Xeris pallicoxae
- kruszel czarny[29] (Xeris spectrum)
- bucz olchowiec[10] (Xiphydria camelus)[5]
- Xiphydria longicollis[4]
- bucz wiązowiec (Xiphydria prolongata)[5]

### Okrzeszowate(Xyelidae)
W Polsce 4 gatunki:
- Pleroneura coniferarum
- Pleroneura dahlii
- Xyela julii
- Xyela longula[15]

## Trzonkówki: owadziarki (Apocrita: Terebrantia)

### Przydankowate(Trigonalyidae)
W Polsce tylko 1 gatunek:
- Trigonalos hahnii[17]

### Diapriidae
W Polsce około 120 gatunków, w tym:
- Acropiesta nigrocincta[33]
- Acropiesta rufiventris[33]
- Acropiesta sciarivora[33]
- Acropiesta seticornis[33]
- Belyta pelias[33]
- Belyta sanguinolenta [33]
- Belyta seron[33]
- Belyta subclausa[33]
- Cinetus cameroni[33]
- Entomacis perplexa[33]
- Entomacis platyptera[33]
- Lyteba carinifrons[33]
- Opazon apertum[33]
- Opazon frigidum[33]
- Opazon parvulum[33]
- Pantolyta hadrosoma[33]
- Pantolyta marginalis[33]
- Pantolyta nixoni[33]
- Pantolyta pallida[33]
- Pantolyta semirufa[33]
- Pantolyta stylata[33]
- Polypeza ciliata[33]
- Solenopsia imitatrix
- Synacra giraudi[33]
- Synbelyta fuscipennis[33]
- Trichopria inquilina
- Zygota abdominalis[33]
- Zygota comitans[33]
- Zygota excisor[33]
- Zygota ruficornis[33]
- Zygota villosa[33]

### Tybelakowate(Proctotrupidae)
W Polsce 27 gatunków, w tym:
- Exallonyx ater[34]
- Exallonyx ligatus[35]
- Proctotrupes gravidator[17]

### Oścowate(Aphelinidae)
W Polsce 47 gatunków, w tym:
- Ablerus atomon[36]
- Ablerus matritensis[36]
- Ablerus mokrzeckii[36]
- Aphelinus abdominalis[36]
- Aphelinus chaonia[37]
- osiec korówkowy (Aphelinus mali)
- Aphytis diaspidis[36]
- Aphytis mytilaspidis[36]
- Aphytis proclia[36]
- Centrodora dorsati[36]
- Coccobius testaceus[36]
- Coccophagoides moeris[36]
- Coccophagus excelsus[36]
- Coccophagus insidiator[36]
- Coccophagus lycimnia[36]
- Coccophagus piceae[36]
- Coccophagus pulchellus[36]
- Coccophagus scutellaris[36]
- Encarsia aleurochitonis[36]
- Encarsia aurantii[36]
- Encarsia formosa[36]
- Encarsia leucaspidis[36]
- Encarsia margaritiventris[3]
- Eretmocerus corni[3]
- Pteroptrix dimidiata[36]
- Pteroptrix lauri[36]
- Pteroptrix longiclava[36]

### Bleskotkowate(Chalcididae)
W Polsce 9 gatunków, w tym:
- Brachymeria femorata[3]
- Brachymeria minuta[38][3]
- Brachymeria parvula[17]
- Brachymeria tibialis[17]
- Chalcis sispes[39]
- Haltichella rufipes[38][3]
- Hockeria unicolor[38]

### Elasmidae
W Polsce 5 gatunków, w tym:
- Elasmus albipennis[3]

### Ścieskowate(Eucharitidae)
W Polsce tylko jeden gatunek:
- Eucharis adscendens – ściesek środkowoeuropejski

### Eupelmidae
W Polsce 13 gatunków, w tym:
- Calosota agrili[41]
- Calosota vernalis[42]
- Eupelmus annulatus[42]
- Eupelmus linearis[17]
- Eupelmus memnonius[42]
- Eupelmus pini[42]
- Eupelmus pullus[43]
- Eupelmus urozonus[43]
- Eupelmus vesicularis[3]

### Osarkowate(Leucospidae)
W Polsce tylko jeden gatunek:
- Leucospis dorsigera – osarek murarkowy

### Wiechońkowate(Eulophidae)
W Polsce 282 gatunki, w tym:
- Achrysocharella ruforum[10]
- Achrysocharoides atys[46]
- Achrysocharoides budensis[46]
- Achrysocharoides butus[46]
- Achrysocharoides cilla[46]
- Achrysocharoides splendens [46]
- Aprostocetus calamarius[46]
- Aprostocetus elongatus[46]
- Aprostocetus epicharmus[46]
- Aprostocetus eriophyes[46]
- Aprostocetus eurytomae[46]
- Aprostocetus lituratus[46]
- Aprostocetus luteus[3]
- Aprostocetus lycidas[46]
- Aprostocetus palustris[47]
- Aprostocetus strobilanae[17]
- Asecodes delucchii[46]
- Asecodes lucens[46]
- Aulogymnus bivestigatus[46]
- Aulogymnus trilineatus[46]
- Chrysocharis laomedon[47]
- Ederomphale chelidonii[3]
- Elachertus argissa[43]
- Elachertus geniculatus[43]
- Elachertus olivaceus[43]
- Elachertus nigritulus[43]
- Elasmus nudus[17]
- Euderomphale chelidonii[17]
- Melittobia acasta[17]
- Necremnus leucarthros[43]

### Zagładkowate(Eurytomidae)
W Polsce 73 gatunki, w tym:
- Bruchophagus metallicus[48]
- Eudecatoma biguttata[38]
- Eudecatoma submutica[38]
- Eurytoma bouceki[49]
- Eurytoma crassinervis[38]
- Eurytoma curta[38]
- Eurytoma cylindrica[38]
- Eurytoma cynipsea[48]
- Eurytoma danuvica[48]
- Eurytoma flavimana[38]
- Eurytoma laricis[3]
- Eurytoma mayri[38]
- Eurytoma morio[38]
- Eurytoma nodularis[38]
- Eurytoma obscura[38]
- Eurytoma pollux[17]
- Eurytoma robusta[3]
- Eurytoma rosae[38]
- Eurytoma serratulae[3]
- Harmolita affine[38]
- Harmolita eximia[38]
- Ipideurytoma spessivtsevi[10]
- Sycophila mellea[3]
- Sycophila submutica[3]
- Systole albipennis[38]
- Systole conspicua[38]
- Systole hofferi[50]
- Tetramesa calamagrostidis[17]
- Tetramesa hyalipennis[17]
- Tetramesa linearis[3]
- Tetramesa longula[17]

### Piersianowate(Perilampidae)
W Polsce 13 gatunków, w tym:
- Elatus rufitarsis[38]
- Elatus shurik[38]
- Elatus thenae[38]
- Perilampus aeneus[38]
- Perilampus lacunosus[38]
- Perilampus laevifrons[38]
- Perilampus ruficornis[38]
- Perilampus ruschkai[38]
- Perilampus tristis[38]

### Suskowate(Encyrtidae)
W Polsce 132 gatunki, w tym:
- Habrolepis dalmani[51]
- Syrphophagus aphidivorus[37]
- Metaphycus asterolecanii[51]

### Signiphoridae
W Polsce 3 gatunki, w tym:
- Chartocerus subaeneus[52]

### Ceraphronidae
Przypuszcza się, że w Polsce występuje około 70 gatunków. Dotychczas stwierdzono 12:
- Aphanogmus abdominalis
- Aphanogmus fulmeki
- Aphanogmus gracillicornis
- Aphanogmus nanus
- Aphanogmus steinitzi
- Aphanogmus strabus
- Aphanogmus strobilorum
- Aphanogmus tenuicornis
- Aphanogmus terminalis[54]
- Ceraphron bispinosus
- Ceraphron cursor
- Ceraphron sulcatus

### Megaspilidae
Przypuszcza się, że w Polsce występuje około 45 gatunków. Dotychczas stwierdzono 5:
- Dendrocerus aphidum
- Dendrocerus carpenteri
- Dendrocerus laticeps
- Dendrocerus pupparum
- Lagynodes pallidus

### Figitidae
W Polsce 12 gatunków, w tym:
- Alloxysta brevis[37]
- Aspicera scutellata[55]
- Aspicera tenuispina[55]
- Callaspidia dufouri[55]
- Melanips heterocerus[43]
- Omalaspis convexus[55]
- Omalaspis niger[55]
- Phaenoglyphis villosa[37]

### Siercinkowate(Pteromalidae)
W Polsce 266 gatunków, w tym:
- Anogmus laricis[43]
- Anogmus hohenheimensis[17]
- Asaphes vulgaris[37]
- Asaphes suspensus[37]
- Cheiropachus colon[10]
- Cornua clavata[37]
- Cratomus megacephalus[17]
- Dinotiscus eupterus[17]
- Hemitrichus seniculus[43]
- Heydenia pretiosa[3]
- Erdoesina alboannullata – siercinka obrączkowa[10]
- Lonchetron fennicum[17]
- Mesopolobus pinus[17]
- Mesopolobus subfumatus[43]
- Mesopolobus zetterstedtii[43]
- Pachyneuron aphidis[37]
- Pteromalus puparum[43]
- Rhopalicus tutella[10]
- Sceptrothelys deione[43]
- Spalangia nigripes[3]
- Tomicobia seitneri[10]

### Raniszkowate(Torymidae)
W Polsce 77 gatunków, w tym:
- Cryptopristus caliginosus[38]
- Diomorus cupreus[38]
- Glyphomerus stigma[3]
- Lioterphus molleri[38]
- Lioterphus pallidicornis[38]
- Megastigmus aculeatus[17]
- znamionek wejmutkowiec (Megastigmus atedius)[10]
- znamionek jałowcowiec (Megastigmus bipunctatus)[10]
- znamionek jarzębinowiec (Megastigmus brevicaudis)[10]
- Megastigmus dorsalis[3]
- znamionek drzewiowiec[10] (Megastigmus pictus[56])
- znamionek jedlicowiec (Megastigmus spermotrophus)[10]
- znamionek świerkowiec (Megastigmus strobilobius)[10]
- znamionek jodłowiec[10] (Megastigmus suspectus[57])
- Monodontomerus dentipes[38]
- Monodontomerus minor[38]
- Monodontomerus obscurus[38]
- Pseudotorymus apionis[38]
- Torymus abbreviatus[38]
- Torymus abdominalis var. nigricornis[38]
- Torymus armatus[3]
- Torymus arundius[38]
- Torymus aucupariae[38]
- Torymus auratus[3]
- Torymus azureus[17]
- Torymus baudysi[17]
- Torymus bedeguaris[38]
- Torymus confinis[3]
- Torymus cupreus[17]
- Torymus cyaneus[3]
- Torymus flavipes[38]
- Torymus fuscipes[38]
- Torymus galii[3]
- Torymus littoralis[38]
- Torymus macrurus[38]
- Torymus rosarum[38]
- Torymus rubi[3]
- Torymus saliciperdae[38]
- Torymus ventralis[38]

### Musklenikowate(Ormyridae)
W Polsce 7 gatunków, w tym:
- Ormyrus cingulatus[17]
- Ormyrus gratiosus[17]
- Ormyrus nitidulus[3]
- Ormyrus pomaceus[3]
- Ormyrus tubulosus[38]

### Platygastridae
W Polsce stwierdzono co najmniej 139 gatunków, w tym:
- Acerotella boter[59]
- Acerotella evanescens[58]
- Amblyaspis crates[58]
- Amblyaspis roboris[59]
- Amblyaspis tritici[59]
- Amitus longicornis[3]
- Anopedias tritomus[59]
- Ceratacis cochleata[59]
- Euxestonotus error[59]
- Euxestonotus hasselbachi[59]
- Gastrotrypes caudatus[60]
- Inostemma hyperici[59]
- Inostemma kaponeni[58]
- Leptacis coryphe[60]
- Leptacis vlugi[59]
- Platygaster acrisius[59]
- Platygaster betulae[58]
- Platygaster betularia[60]
- Platygaster contorticornis[17]
- Platygaster cirsiicola[59]
- Platygaster damokles[60]
- Platygaster demades[59]
- Platygaster dryope[59]
- Platygaster frater[60]
- Platygaster germanica[60]
- Platygaster gracilipes[60]
- Platygaster henkvlugi[59]
- Platygaster hyalinata[59]
- Platygaster inermis[58]
- Platygaster leptines[59]
- Platygaster marginata[58]
- Platygaster marttii[58]
- Platygaster microsculpturata[60]
- Platygaster otanes[58]
- Platygaster philinna[60]
- Platygaster polonica[58]
- Platygaster robiniae[60]
- Platygaster sagana[59]
- Platygaster signata[60]
- Platygaster soederlundi[60]
- Platygaster splendidula[60]
- Platygaster subuliformis[59]
- Platygaster striatithorax[60]
- Platygaster taras[58]
- Platygaster tisias[59]
- Platygaster tuberosula[58]
- Platygaster varicornis[60]
- Platygaster zigrida[58]
- Prosactogaster erdosi[60]
- Prosynopeas hybridum[58]
- Synopeas bialowiezaensis[58]
- Synopeas breve[58]
- Synopeas burgeri[58]
- Synopeas compressiventris[58]
- Synopeas convexum[60]
- Synopeas doczkali[60]
- Synopeas euryale[59]
- Synopeas fungorum[60]
- Synopeas gibberosum[59]
- Synopeas hyllus[58]
- Synopeas jasius[60]
- Synopeas larides[59]
- Synopeas noyesi[60]
- Synopeas osaces[60]
- Synopeas rhanis[59]
- Synopeas ronquisti[58]
- Synopeas sosis[59]
- Synopeas subaequale[59]
- Trichacis pisis[60]

### Scelionidae
W Polsce 66 gatunków, w tym:
- Telenomus acrobates[43]

### Kruszynkowate(Trichogrammatidae)
W Polsce 39 gatunków, w tym:
- kruszynek osnujkowy[10] (Trichogramma cephalciae[61])
- kruszynek leśny (Trichogramma embryophagum)[10]
- kruszynek polny (Trichogramma evanescens)[10]
- Trichogramma semblidis[62]

### Galasówkowate(Cynipidae)
W Polsce 112 lub 113 gatunków, w tym:
- Andricus curvator[17]
- Andricus fecundatrix[3]
- Andricus glutinosus[3]
- Andricus inflator[3]
- Andricus kollarii[3]
- Andricus lignicolus[3]
- Andricus ostrea[17]
- Andricus quercus[64] – galasówka żołędziówka
- Andricus testaceipes[17]
- Aulacidela hieracii[3]
- Biorhiza pallida[3] – korzenica dębowa
- Cothonaspis nigricornis[43]
- Cynips divisa[17]
- Cynips longiventris[3]
- Cynips quercusfolii – galasówka dębianka, jagodnica jabłuszko[65]
- Diastrophus mayri[3]
- Diplolepis mayri[3]
- Diplolepis nervosa[12]
- Diplolepis rosae[12] – szypszyniec różany[26]
- Diplolepis spinosissimae[12]
- Isocolus scabiosae[3]
- Neuroterus albipes[17]
- Neuroterus numismalis[17]
- Neuroterus quercusbaccarum[17] – rewiś dębowy
- Neuroterus tricolor[17]
- Periclistus brandti[43]
- Periclistus caninae[3]
- Trigonaspis megaptera[17]

### Zgniotowate(Ibaliidae)
W Polsce 3 gatunki:
- - zgniot husarczyk (Ibalia leucospoides)
  - Ibalia drewseni
  - Ibalia jakowlewi

### Męczelkowate(Braconidae)
W Polsce ok. 2040 gatunków, w tym:
- Apanteles cheles[17]
- baryłkarz bieliniak (Apanteles glomeratus)
- Ascogaster quadridentatus[43]
- Blacus longipennis[43]
- Bracon dichromus[43]
- Bracon osculator[43]
- Bracon pineti[43]
- Coeloides forsteri[17]
- Coeloides ungularis[43]
- Dapsilarthra balteata[17]
- Doryctes striatellus[17]
- Ecphylus eccoptogastri[17]
- Ephedrus persicae[37]
- Ephedrus plagiator[37]
- Lysiphlebus fabarum[37]
- Lysiphlebus cardui[37]
- Macrocentrus resinellae[43]
- Macrocentrus thoracicus[43]
- Meteorus pachypus[43]
- Microgaster polita[17]
- Praon abjectum[37]
- Praon volucre[37]
- Trioxys angelicae[37]
- Trioxys acalephae[37]

### Gąsienicznikowate(Ichneumonidae)
W Polsce ok. 3200 gatunków, w tym:

- Acetinus dubitator
- Aethecerus discolor
- Aethecerus dispar
- Aethecerus foveolatus
- Aethecerus graniger
- Aethecerus longulus
- Aethecerus nitidus
- Aethecerus placidus
- Aethecerus porcellus
- Aethecerus rugifrons
- Alomya debellator
- Alomya debellator
- Alomya pygmaea
- Alomya ripulator
- Alomya semiflava
- Anomalon cruentatum
- Aoplus altercator
- Aoplus castaneus
- Aoplus defraudator
- Aoplus lugubris
- Aoplus ochropis
- Aoplus personatus
- Aoplus rubricosus
- Aoplus ruficeps
- Aoplus sphinx
- Aoplus torpidus
- Arotes albicinctus
- Arotes annulicornis
- Arotes ustulatus
- Auritus elephans
- Baeosemus mitigosus
- Banchus dilatatorius
- Banchus falcatorius
- Banchus hastator – kosoń laskonogi[10]
- Banchus pictus
- Banchus volutatorius
- Baranisobas ridibundus
- Barichneumon albicaudatus
- Barichneumon amabilis
- Barichneumon anator
- Barichneumon basiglyptus
- Barichneumon bilunulatus
- Barichneumon chionomus
- Barichneumon comis
- Barichneumon condecoratus
- Barichneumon derogator
- Barichneumon fumipennis
- Barichneumon gemellus
- Barichneumon heracliana
- Barichneumon lancea
- Barichneumon lituratae
- Barichneumon lunuliger
- Barichneumon microcerus
- Barichneumon nubilis
- Barichneumon peregrinator
- Barichneumon perversus
- Barichneumon plagiarius
- Barichneumon praeceptor
- Barichneumon quadriguttatus
- Barichneumon rhenanus
- Barichneumon saturatorius
- Barichneumon sedulus
- Barichneumon sexalbatus
- Barichneumon tibialis
- Bureschias subcylindricus
- Bureschias tuberosus
- Campoletis agilis
- Campoletis annulata
- Campoletis cognata
- Campoletis congesta
- Campoletis crassicornis
- Campoletis dilator
- Campoletis erythropus
- Campoletis fasciata
- Campoletis femoralis
- Campoletis holmgreni
- Campoletis mitis
- Campoletis varians
- Campoletis viennensis
- Campoletis zonata
- Campoplex abbreviatus
- Campoplex alticolellae
- Campoplex angulatus
- Campoplex angustator
- Campoplex angustioranae
- Campoplex anomolus
- Campoplex borealis
- Campoplex cingulatus
- Campoplex continuus
- Campoplex coracinus
- Campoplex cursitans
- Campoplex difformis
- Campoplex discrepans
- Campoplex dubitator
- Campoplex faunus
- Campoplex ferinus
- Campoplex fusciplica
- Campoplex fusicornis
- Campoplex gastroides
- Campoplex gracillimus
- Campoplex hadrocerus
- Campoplex hinziator
- Campoplex infestus
- Campoplex instigator
- Campoplex investigator
- Campoplex jaeckhi
- Campoplex liogaster
- Campoplex lugubrinus
- Campoplex lyratus
- Campoplex maculifemur
- Campoplex melanostictus
- Campoplex minor
- Campoplex multicinctus
- Campoplex nigricanae
- Campoplex occipitor
- Campoplex ovatus
- Campoplex punctipleuris
- Campoplex ramidulus
- Campoplex rector
- Campoplex restricto
- Campoplex rothii
- Campoplex rufinator
- Campoplex rufocinctus
- Campoplex satanator
- Campoplex solitarius
- Campoplex spurius
- Campoplex sulcatus
- Campoplex tumidulus
- Campoplex unicingulatus
- Centeterus confector
- Centeterus major
- Centeterus nigricornis
- Centeterus rubiginosus
- Cephaloglypta excavata
- Cephaloglypta murinanae
- Chasmias lugens
- Chasmias motatorius
- Chasmias paludator
- Colpognathus celerator
- Colpognathus divisus
- Colpognathus postfurcalis
- Cratichneumon albifrons
- Cratichneumon albiscuta
- Cratichneumon amoenus
- Cratichneumon armillatops
- Cratichneumon clarigator
- Cratichneumon coruscator
- Cratichneumon culex
- Cratichneumon dissimilis
- Cratichneumon fabricator
- Cratichneumon fugitivus
- Cratichneumon infidus
- Cratichneumon jocularis
- Cratichneumon luteiventris
- Cratichneumon pallitarsis
- Cratichneumon pratincola
- Cratichneumon rufifrons
- Cratichneumon semirufus
- Cratichneumon sicarius
- Cratichneumon versator
- Cratichneumon viator – gąsienicznik czarniawy[10]
- Crypteffigies albilarvatus
- Crypteffigies lanius
- Crypteffigies pseudocryptus
- Crypteffigies tenuicinctus
- Crytea sanguinator
- Ctenichneumon castigator
- Ctenichneumon devylderi
- Ctenichneumon divisorius
- Ctenichneumon edictorius
- Ctenichneumon funereus
- Ctenichneumon inspector
- Ctenichneumon melanocastanus
- Ctenichneumon messorius
- Ctenichneumon nitens
- Ctenichneumon panzeri
- Ctenochira angulata
- Ctenochira angustata
- Ctenochira annulata
- Ctenochira arcuata
- Ctenochira bisinuata
- Ctenochira flavicauda
- Ctenochira gelida
- Ctenochira genalis
- Ctenochira gilvipes
- Ctenochira haemosterna
- Ctenochira helveticator
- Ctenochira infesta
- Ctenochira marginata
- Ctenochira oreophila
- Ctenochira pastoralis
- Ctenochira pectinata
- Ctenochira pratensis
- Ctenochira propinqua
- Ctenochira romani
- Ctenochira rubranator
- Ctenochira rufipes
- Ctenochira sanguinatoria
- Ctenochira spherocephalus
- Ctenochira validicornis
- Ctenochira vetusta
- Ctenochira xanthopyga
- Diadromus albinotatus
- Diadromus arrisor
- Diadromus candidatus
- Diadromus collaris
- Diadromus intermedius
- Diadromus pimplarius
- Diadromus pulchellus
- Diadromus pygmaeus
- Diadromus rufiventris
- Diadromus subtilicornis
- Diadromus tenax
- Diadromus troglodytes
- Diadromus truncatus
- Diadromus ustulatus
- Diadromus varicolor
- Diaschisaspis campolegoides
- Dolichomitus aciculatus
- Dolichomitus agnoscendus
- Dolichomitus atratus
- Dolichomitus cephalotes
- Dolichomitus curticornis
- Dolichomitus diversicostae
- Dolichomitus dux
- Dolichomitus imperator
- Dolichomitus kriechbaumeri
- Dolichomitus mesocentrus
- Dolichomitus messor
- Dolichomitus mordator
- Dolichomitus populneus
- Dolichomitus pterelas
- Dolichomitus scutellaris
- Dolichomitus sericeus
- Dolichomitus terebrans
- Dolichomitus tuberculatus – zamarnik[10]
- Euceros albitarsus
- Euceros unispina
- Gelanes fusculus[69]
- Gelanes simillimus[69]
- Gelanes stigmaticus[69]
- Glypta bifoveolata
- Glypta caudata
- Glypta ceratites
- Glypta consimilis
- Glypta cylindrator
- Glypta elongata
- Glypta exophthalmus
- Glypta extincta
- Glypta femorator
- Glypta fronticornis
- Glypta haesitator
- Glypta incisa
- Glypta lapponica
- Glypta longicauda
- Glypta longispinis
- Glypta mensurator
- Glypta monoceros
- Glypta nigricornis
- Glypta nigrina
- Glypta nigriventris
- Glypta pedata
- Glypta resinanae – dłubień[10]
- Glypta rufata
- Glypta rufiscutellaris
- Glypta salsolicola
- Glypta scalaris
- Glypta sculpturata
- Glypta scutellaris
- Glypta tenuicornis
- Glypta teres
- Glypta vulnerator
- Hybrizon pilialatus[70]
- Hyposoter albicans
- Hyposoter berberatae
- Hyposoter caedator
- Hyposoter carbonarius
- Hyposoter didymator
- Hyposoter discedens
- Hyposoter dolosus
- Hyposoter ebenina
- Hyposoter horticola
- Hyposoter maculatus
- Hyposoter nigrior
- Hyposoter notatus
- Hyposoter obscurellus
- Hyposoter pectinatus
- Hyposoter sicarius
- Hyposoter thuringiacus
- Hyposoter tibialis
- Hyposoter tricolor
- Hyposoter tricoloripes
- Hyposoter validus
- Ichneumon albiger
- Ichneumon albiornatus
- Ichneumon alius
- Ichneumon amphibolus
- Ichneumon analis
- Ichneumon analisorius
- Ichneumon balteatus
- Ichneumon bellipes
- Ichneumon bicolor
- Ichneumon bucculentus
- Ichneumon buryas
- Ichneumon caedator
- Ichneumon caloscelis
- Ichneumon capriolus
- Ichneumon cerebrosus
- Ichneumon cerinthius
- Ichneumon cessator
- Ichneumon computatorius
- Ichneumon confusor
- Ichneumon coniger
- Ichneumon crassifemur
- Ichneumon criticus
- Ichneumon curtulus
- Ichneumon cynthiae
- Ichneumon delator
- Ichneumon depressus
- Ichneumon didymus
- Ichneumon dolosus
- Ichneumon emancipatus
- Ichneumon eremitatorius
- Ichneumon eumerus
- Ichneumon exilicornis
- Ichneumon extensorius
- Ichneumon factor
- Ichneumon fasciator
- Ichneumon filatus
- Ichneumon flavoclypeatus
- Ichneumon formosus
- Ichneumon freyi
- Ichneumon fulvicornis
- Ichneumon fuscatus
- Ichneumon gracilentus
- Ichneumon gracilicornis
- Ichneumon grandicornis
- Ichneumon gratus
- Ichneumon guttatus
- Ichneumon haematonotus
- Ichneumon haemorrhoicus
- Ichneumon haeselbarthi
- Ichneumon haglundi
- Ichneumon helleni
- Ichneumon hinzi
- Ichneumon hypolius
- Ichneumon ignobilis
- Ichneumon ingratus
- Ichneumon inops
- Ichneumon inquinatus
- Ichneumon insidiosus
- Ichneumon jugicola
- Ichneumon languidus
- Ichneumon latrator
- Ichneumon lautatorius
- Ichneumon leucopeltis
- Ichneumon ligatorius
- Ichneumon luteipes
- Ichneumon manicatus
- Ichneumon megapodius
- Ichneumon melanobatus
- Ichneumon melanopygus
- Ichneumon melanosomus
- Ichneumon melanotis
- Ichneumon memorator
- Ichneumon micropnygus
- Ichneumon militator
- Ichneumon minutorius
- Ichneumon molitorius
- Ichneumon monospilus
- Ichneumon mordax
- Ichneumon multipictus
- Ichneumon nebulosae
- Ichneumon nigritus
- Ichneumon novemalbatus
- Ichneumon obliteratus
- Ichneumon obscuritarsis
- Ichneumon observandus
- Ichneumon oviventroides
- Ichneumon pheostigmus
- Ichneumon pinguicornis
- Ichneumon polyxanthus
- Ichneumon porcellus
- Ichneumon primatorius
- Ichneumon proletarius
- Ichneumon pseudocaloscelis
- Ichneumon pulvinatus
- Ichneumon pygolissus
- Ichneumon quadrialbatus
- Ichneumon quadrianellatus
- Ichneumon quaesitorius
- Ichneumon quinquealbatus
- Ichneumon rogenhoferops
- Ichneumon rufigena
- Ichneumon quinquealbatus
- Ichneumon ruttneri
- Ichneumon sarcitorius
- Ichneumon sculpturatus
- Ichneumon semiorbitalis
- Ichneumon sexcinctus
- Ichneumon signaticornis
- Ichneumon silaceus
- Ichneumon simulans
- Ichneumon spurius
- Ichneumon stigmatorius
- Ichneumon stramentor
- Ichneumon subalpinus
- Ichneumon subannulatus
- Ichneumon submarginatus
- Ichneumon subobsoletus
- Ichneumon suspiciosus
- Ichneumon suturalis
- Ichneumon terminatorius
- Ichneumon thomsoni
- Ichneumon trialbatus
- Ichneumon tuberculipes
- Ichneumon vafer
- Ichneumon validicornis
- Ichneumon veressi
- Ichneumon vorax
- Ichneumon vulneratorius
- Ichneumon xanthorius
- Lissonota accusator
- Lissonota admontensis
- Lissonota albicoxis
- Lissonota alpinistor
- Lissonota alpivagator
- Lissonota amabilis
- Lissonota antennalis
- Lissonota argiola
- Lissonota atropos
- Lissonota barbator
- Lissonota bicincta
- Lissonota biguttata
- Lissonota bilineata
- Lissonota bistrigata
- Lissonota bivittata
- Lissonota breviventris
- Lissonota buccator
- Lissonota buolianae
- Lissonota carbonaria
- Lissonota complicator
- Lissonota clypealis
- Lissonota clypeator
- Lissonota complicator
- Lissonota conflagrata
- Lissonota coracina
- Lissonota culiciformis
- Lissonota cruentator
- Lissonota deversor
- Lissonota distincta
- Lissonota dubia – niedłuba[10]
- Lissonota excelsa
- Lissonota extrema
- Lissonota fletcheri
- Lissonota folii
- Lissonota freyi
- Lissonota frontalis
- Lissonota fundator
- Lissonota gracilenta
- Lissonota gracilipes
- Lissonota histrio
- Lissonota hortorum
- Lissonota humerella
- Lissonota impressor
- Lissonota inareolata
- Lissonota lineata
- Lissonota lineolaris
- Lissonota lissonotator
- Lissonota maculata
- Lissonota magdalenae
- Lissonota manca
- Lissonota monosticta
- Lissonota mutator
- Lissonota nigra
- Lissonota nigridens
- Lissonota nitida
- Lissonota obscuripes
- Lissonota palpalis
- Lissonota pectinator
- Lissonota picticoxis
- Lissonota pimplator
- Lissonota pleuralis
- Lissonota polonica
- Lissonota proxima
- Lissonota punctiventrator
- Lissonota punctiventris
- Lissonota quadrinotata
- Lissonota rubricoxa
- Lissonota saturator
- Lissonota setosa
- Lissonota silvatica
- Lissonota stigmator
- Lissonota subaciculata
- Lissonota superbator
- Lissonota tenerrima
- Lissonota thuringiaca
- Lissonota transversostriatas
- Lissonota tristis
- Lissonota unicincta
- Lissonota ulbrichtii
- Lissonota variabilis
- Megarhyssa emarginatoria
- Megarhyssa perlata
- Megarhyssa rixator
- Megarhyssa superba
- Megarhyssa vagatoria
- Mesoleius affinis
- Mesoleius aulicus
- Mesoleius dubius
- Mesoleius geniculatus
- Mesoleius immarginatus
- Mesoleius pyriformis
- Mesoleius sinuatus
- Netelia caucasica
- Netelia contiguator
- Netelia cristata
- Netelia dilatata
- Netelia fuscicornis
- Netelia latungula
- Netelia lineolata
- Netelia nigricarpus
- Netelia ocellaris
- Netelia paramelanura
- Netelia silantjevi
- Netelia tarsata
- Netelia terebrator
- Netelia testacea
- Netelia thomsoni
- Netelia vinulae
- Netelia virgata
- Ophion brevicornis
- Ophion costatus
- Ophion forticornis
- Ophion longigena
- Ophion luteus – sierpoń żółty
- Ophion minutus
- Ophion obscuratus
- Ophion ocellaris
- Ophion parvulus
- Ophion pteridis
- Ophion scutellaris
- Ophion ventricosusi
- Otlophorus anceps
- Otlophorus inflammator
- Otlophorus italicus
- Otlophorus melanocarus
- Otlophorus pictus
- Otlophorus pulverulentus
- Otlophorus senilis
- Pimpla aquilonia
- Pimpla arctica
- Pimpla cheloniaea
- Pimpla contemplator
- Pimpla flavicoxis
- Pimpla hypochondriaca
- Pimpla illecebrator
- Pimpla manifestator
- Pimpla melanacrias
- Pimpla murinanae
- Pimpla processioneae
- Pimpla sodalis
- Pimpla spuria
- Pimpla turionellae – kłowacz[10]
- Rhyssa amoena
- Rhyssa persuasoria – zgłębiec trzpiennikowaty
- Rhyssella approximator
- Rhyssella obliterata
- Syndipnus abbreviatus
- Syndipnus albicruris
- Syndipnus angulatus
- Syndipnus atricornis
- Syndipnus macrocerus
- Synodites hilaris
- Synodites notatus
- Synomelix albipes
- Synomelix perfida
- Syzeuctus irrisorius
- Syzeuctus maculipenni
- Therion brevicorne
- Therion circumflexum – łuczak[10]
- Therion enecator
- Therion ericae
- Therion fulvidens
- Therion giganteum
- Therion intermedium
- Therion occisor
- Therion signatum

### Skrócieniowate(Evaniidae)
W Polsce stwierdzono 2 gatunki, w tym:
- Brachygaster minuta[17]

### Pokosowate(Aulacidae)
W Polsce 5 gatunków:
- nabucznica prążkowana (Aulacus striatus)
- pokos dwuzębny (Pristaulacus compressus)
- pokos jednozębny (Pristaulacus galitae)
- pokos północny (Pristaulacus gibbator)
- pokos żółtostopy (Pristaulacus gloriator)

### Zadziorkowate(Gasteruptiidae)
W Polsce 11 gatunków, w tym:
- Gasteruption assectator
- Gasteruption diversipes
- Gasteruption erythrostomum
- Gasteruption jaculator
- Gasteruption minutum
- Gasteruption opacum
- Gasteruption pedemontanum
- Gasteruption tournieri

## Trzonkówki: żądłówki (Apocrita: Aculeata)

### Karaczanowcowate(Ampulicidae)
W Polsce m.in.:
- Dolichurus corniculus[17]

### Otrętwiaczowate(Crabronidae)
W Polsce m.in.:

- Alysson spinosus[17]
- Ammoplanus marathroicus[17]
- Ammoplanus perrisi[17]
- Ammoplanus pragensis[17]
- Argogorytes mystaceus[17]
- Astata boops[17] – wytrzeszczka tarczówkowa
- Astata kashmirensis
- Cerceris quadrifasciata[17]
- Cerceris quinquefasciata[17]
- Cerceris rybyensis[17]
- Crabro cribrarius[17]
- Crossocerus annulipes[17]
- Crossocerus assimilis[17]
- Crossocerus barbipes[17]
- Crossocerus binotatus[17]
- Crossocerus capitosus[17]
- Crossocerus cetratus[17]
- Crossocerus cinxius[17]
- Crossocerus congener[17]
- Crossocerus dimidiatus[17]
- Crossocerus distinguendus[17]
- Crossocerus elongatulus[17]
- Crossocerus exiguus[17]
- Crossocerus leucostomus[17]
- Crossocerus megacephalus[17]
- Crossocerus nigritus[17]
- Crossocerus ovalis[17]
- Crossocerus palmipes[17]
- Crossocerus podagricus[17]
- Crossocerus quadrimaculatus[17]
- Crossocerus styrius[17]
- Crossocerus vagabundus[17]
- Crossocerus walkeri[17]
- Crossocerus wesmaeli[17]
- Didineis lunicornis[17]
- Diodontus luperus[17]
- Diodontus tristis[17]
- Ectemnius cavifrons[17]
- Ectemnius cephalotes[17]
- Ectemnius confinis
- Ectemnius continuus[17]
- Ectemnius dives[17]
- Ectemnius fossorius
- Ectemnius lapidarius[17]
- Ectemnius lituratus[17]
- Ectemnius rubicola[17]
- Ectemnius ruficornis[17]
- Ectemnius sexcinctus[17]
- Ectemnius spinipes
- Entomognathus brevis[17]
- Gorytes fallax[17]
- Gorytes laticinctus[17]
- Gorytes planifrons[73]
- Gorytes quadrifasciatus[17]
- Gorytes quinquecinctus[17]
- Harpactus laevis
- Lestica clypeata[17]
- Lindenius albilabris[17]
- Lindenius panzeri[17]
- Lindenius pygmaeus[17]
- Mellinus arvensis[17] - miodwa łąkowa
- Mimesa bruxellensis[17]
- Mimesa lutaria[17]
- Mimumesa atratina[17]
- Mimumesa dahlbomi[17]
- Mimumesa unicolor[17]
- Nitela borealis[17]
- Nitela spinolae[17]
- Nysson niger[17]
- Nysson spinosus[17]
- Nysson tridens[17]
- Nysson trimaculatus[17]
- Oxybelus bipunctatus[17]
- Oxybelus lineatus
- Oxybelus trispinosus[17]
- Oxybelus uniglumis[17]
- Passaloecus borealis[17]
- Passaloecus corniger[17]
- Passaloecus eremita[17]
- Passaloecus gracilis[17]
- Passaloecus insignis[17]
- Passaloecus monilicornis[17]
- Passaloecus singularis[17]
- Passaloecus vandeli[17]
- Pemphredon clypealis[17]
- Pemphredon fabricii[17]
- Pemphredon ﬂavistigma[17]
- Pemphredon inornata[17]
- Pemphredon lethifer[17]
- Pemphredon lugens[17]
- Pemphredon lugubris[17]
- Pemphredon montana[17]
- Pemphredon morio[17]
- Pemphredon mortifera[17]
- Pemphredon rugifer[17]
- Pemphredon wesmaeli[17]
- Polemistus abnormis[17]
- Psen ater[17]
- Psenulus concolor[17]
- Psenulus fuscipennis[17]
- Psenulus laevigatus[17]
- Psenulus pallipes[17]
- Psenulus schencki[17]
- Rhopalum austriacum[17]
- Rhopalum clavipes[17]
- Rhopalum coarctatum[17]
- Spilomena beata[17]
- Spilomena curruca[17]
- Spilomena enslini[17]
- Spilomena mocsaryi[17]
- Spilomena punctatissima[17]
- Spilomena troglodytes[17]
- Stigmus pendulus[17]
- Stigmus solskyi[17]
- Stizus perrisi
- Tachysphex fulvitarsis
- Tachysphex nitidus[17]
- Tachysphex pompiliformis[17]
- Tachysphex tarsinus
- Tachysphex unicolor[17]
- Trypoxylon attenuatum[17]
- Trypoxylon clavicerum[17]
- Trypoxylon deceptorium[17]
- Trypoxylon figulus[17]
- Trypoxylon kolazyi[17]
- Trypoxylon medium[17]
- Trypoxylon minus[17]

### Grzebaczowate(Sphecidae)
W Polsce m.in.:
- Ammophila sabulosa – szczerklina piaskowa
- Bembix rostrata – wardzanka
- Cerceris arenaria – osmyk okazały
- Cerceris flavilabris
- Cerceris quadrifasciata
- Cerceris quinquefasciata
- Philantus triangulum – taszczyn pszczeli
- Podalonia affinis[17]
- Sceliphron curvatum[e][72]
- Sceliphron destillatorium – gliniarz naścienny, formierz zdun [73]
- Sceliphron murarium – gliniarz murowy
- Sphex funerarius[72]

### Dryinidae
W Polsce m.in.:
- Anteon pubicorne[17]
- Lonchodryinus ruficornis[17]

### Płaszczykowate[74](Bethylidae)
W Polsce m.in.:
- Bethylus cephalotes[17]
- Bethylus fuscicornis[17]
- Laelius pedatus[74]

### Złotolitkowate(Chrysididae)
W Polsce 70 gatunków, w tym:

- Chrysis analis
- Chrysis angustulata[17]
- Chrysis austriaca
- Chrysis bicolor
- Chrysis brevitarsis
- Chrysis calimorpha
- Chrysis clarinicollis
- Chrysis chrysostigma
- Chrysis comparata
- Chrysis corusca[17]
- Chrysis cuprea
- Chrysis cyanea
- Chrysis germari
- Chrysis gracillima
- Chrysis fasciata
- Chrysis fulgida - złotolitka lśniącobrzucha
- Chrysis ignita – złotolitka ognista
- Chrysis illigeri[17]
- Chrysis immaculata[76]
- Chrysis impressa[17]
- Chrysis inaequalis
- Chrysis iris[17]
- Chrysis leachi
- Chrysis leptomandibularis[17]
- Chrysis longula
- Chrysis mediadentata[17]
- Chrysis mediata[17]
- Chrysis nitidula
- Chrysis pulcehella
- Chrysis pustulosa
- Chrysis ruddii[17]
- Chrysis rutilans
- Chrysis schencki[17]
- Chrysis scutellaris
- Chrysis sexdentata
- Chrysis simplex
- Chrysis solida[17]
- Chrysis succinata
- Chrysis sybarita
- Chrysis terminata[17]
- Chrysis valida
- Chrysis viridula
- Chrysura austriaca[17]
- Chrysura cuprea - złotolitka miedziana
- Chrysura radians[17]
- Chrysura trimaculata - złotolitka murarkowa[17]
- Cleptes nitidulus
- Cleptes pallipes
- Cleptes semiauratus
- Cleptes semicyaneus
- Elampus bidens
- Elampus constrictus
- Elampus panzeri
- Euchroeus purpuratus[72]
- Hedychridium ardens
- Hedychridium coriaceum
- Hedychridium flavipes
- Hedychridium integrum
- Hedychridium purpurascens
- Hedychridium roseum
- Hedychridium sculpturatum
- Hedychridium zelleri
- Hedychrum chalybaeum
- Hedychrum gerstaeckeri
- Hedychrum micans
- Hedychrum niemelai[17]
- Hedychrum nobile
- Hedychrum rutilans
- Holopyga amoenula
- Holopyga chrysonotata
- Holopyga fervida
- Holopyga generosa[17]
- Holopyga gloriosa
- Omalus aeneus
- Omalus biaccinctus
- Omalus bidentulus
- Omalus puncticollis[17]
- Omalus truncatus
- Parnopes grandior[72][77]
- Pseudomalus auratus
- Pseudomalus pusillus
- Pseudomalus triangulifer[78]
- Pseudomalus violaceus
- Pseudospinolia neglecta
- Spinolia unicolor
- Trichrysis cyanea[17]

### Embolemidae
W Poslce tylko jeden gatunek:
- Embolemus ruddii

### Lepiarkowate(Colletidae)
W Polsce 42 gatunków w dwóch rodzajach:
- Colletes caspicus
- Colletes cunicularius – lepiarka wiosenna
- Colletes daviesanus – lepiarka jedwabniczka
- Colletes floralis
- Colletes fodiens
- Colletes hederae – lepiarka bluszczówka
- Colletes hylaeiformis
- Colletes impunctatus
- Colletes inexpectatus
- Colletes marginatus
- Colletes nasutus – lepiarka długogłowa
- Colletes punctatus
- Colletes similis
- Colletes succinctus
- Hylaeus angustatus
- Hylaeus annularis
- Hylaeus annulatus
- Hylaeus bisinuatus
- Hylaeus brevicornis
- Hylaeus cardioscapus
- Hylaeus clypearis
- Hylaeus communis - samotka pospolita
- Hylaeus confusus
- Hylaeus cornutus
- Hylaeus difformis – samotka obrzeżona
- Hylaeus gibbus
- Hylaeus gracilicornis
- Hylaeus gredleri
- Hylaeus hyalinatus
- Hylaeus lepidulus
- Hylaeus moricei
- Hylaeus nigritus
- Hylaeus pectoralis
- Hylaeus pfankuchi
- Hylaeus pictipes
- Hylaeus punctatus
- Hylaeus punctulatissimus
- Hylaeus rinki
- Hylaeus signatus
- Hylaeus sinuatus – samotka marchwianka
- Hylaeus styriacus
- Hylaeus variegatus – samotka czerwonawa

### Pszczolinkowate(Andrenidae)
W Polsce 93 gatunki, w tym:

- Andrena aberrans
- Andrena agilissima
- Andrena alfkenella
- Andrena angustior
- Andrena apicata
- Andrena argentata
- Andrena assimilis
- Andrena barbilabris
- Andrena bicolor - pszczolinka czarnogłowa
- Andrena bimaculata – pszczolinka wierzbowo-malinowa
- Andrena bisulcata
- Andrena carbonaria
- Andrena chrysopyga
- Andrena chrysosceles
- Andrena cineraria – pszczolinka niebieskawa
- Andrena clarkella
- Andrena coitana
- Andrena combinata
- Andrena congruens – pszczolinka baldaszka
- Andrena curvungula - pszczolinka dzwonkowa
- Andrena decipiens
- Andrena denticulata
- Andrena dorsata
- Andrena enslinella
- Andrena falsfica
- Andrena flavipes – pszczolinka pospolita
- Andrena florea
- Andrena floricola
- Andrena florivaga[82]
- Andrena fucata
- Andrena fulva – pszczolinka ruda
- Andrena fulvago
- Andrena fulvida
- Andrena fuscipes
- Andrena gelriae
- Andrena gravida – pszczolinka białobrzucha
- Andrena haemorrhoa – pszczolinka wiosenna
- Andrena hattorfiana
- Andrena helvola
- Andrena humilis
- Andrena incisa
- Andrena intermedia
- Andrena jakobi
- Andrena labialis
- Andrena labiata
- Andrena lapponica – pszczolinka borówczanka
- Andrena lathyri
- Andrena lepida
- Andrena limata
- Andrena marginata
- Andrena minutula – pszczolinka głogowianka
- Andrena minutuloides
- Andrena mitis
- Andrena morio
- Andrena nana
- Andrena nanula
- Andrena nasuta
- Andrena nigriceps
- Andrena nigroaenea
- Andrena nitida – pszczolinka wierzbowo-mniszkowa
- Andrena nitidiuscula
- Andrena niveata
- Andrena nycthemera
- Andrena ovatula
- Andrena pandellei - pszczolinka gęstołuska
- Andrena paucisquama
- Andrena pilipes
- Andrena polita
- Andrena pontica
- Andrena potentillae
- Andrena praecox
- Andrena producta
- Andrena proxina
- Andrena pusilla
- Andrena rosae
- Andrena ruficrus
- Andrena rufizona
- Andrena schencki
- Andrena semilaevis
- Andrena sericata
- Andrena similis
- Andrena subopaca
- Andrena suerinensis
- Andrena susterai
- Andrena symphyti
- Andrena synadelpha
- Andrena tarsata
- Andrena tataxaci
- Andrena thoracica
- Andrena tibialis
- Andrena vaga – pszczolinka napiaskowa
- Andrena varians
- Andrena ventralis
- Andrena viridescens
- Andrena wilkella
- Melitturga clavicornis – trutnica lucernowa
- Panurgus banksianus
- Panurgus calcaratus – zbierka pospolita
- Panurginus labiatus – pyleńczyk

### Smuklikowate(Halictidae)
W Polsce 103 gatunki,:

- Dufourea dentiventris
- Dufourea inermis
- Dufourea halictula
- Dufourea minuta
- Evylaeus aeratus
- Evylaeus albipes
- Evylaeus bavaricus
- Evylaeus brevicornis
- Evylaeus calceatus
- Evylaeus clypearis
- Evylaeus convexiusculus
- Evylaeus cupromicans
- Evylaeus euboeensis
- Evylaeus fratellus – pseudosmuklik wierzbowo-borówkowy
- Evylaeus fulvicornis
- Evylaeus glabriusculus
- Evylaeus intermedius
- Evylaeus interruptus
- Evylaeus laevis
- Evylaeus laticeps
- Evylaeus leucopus
- Evylaeus limbellus
- Evylaeus linearis
- Evylaeus lucidulus
- Evylaeus malachurus
- Evylaeus marginellus
- Evylaeus minutissimus
- Evylaeus minutulus
- Evylaeus morio
- Evylaeus nigripes
- Evylaeus nitidiusculus
- Evylaeus nitidulus
- Evylaeus obscuratus
- Evylaeus parvulus
- Evylaeus pauxillus
- Evylaeus politus
- Evylaeus punctatissimus
- Evylaeus quadrinotatulus
- Evylaeus quadrisignatus
- Evylaeus rufitarsis – pseudosmuklik mniszkowo-malinowy
- Evylaeus semilucens
- Evylaeus setulellus
- Evylaeus setulosus
- Evylaeus sexstrigatus
- Evylaeus tarsatus
- Evylaeus tricinctus
- Evylaeus villosulus
- Halictus compressus
- Halictus confusus
- Halictus gavarnicus
- Halictus leucaheneus
- Halictus maculatus
- Halictus quadricinctus – smuklik wielki
- Halictus rubicundus – smuklik rdzawonogi
- Halictus scabiosae – smuklik szerokopasy[85]
- Halictus semitectus
- Halictus sexcinctus – smuklik sześciopasy
- Halictus simplex
- Halictus subauratus – smuklik złotawy, zieleniczka złotawa
- Halictus tumulorum – smuklik koniczynowiec
- Lasioglossum costulatum
- Lasioglossum laevigatum
- Lasioglossum lativentre
- Lasioglossum leucozonium
- Lasioglossum majus
- Lasioglossum morio – Pseudosmuklik przetacznikowiec
- Lasioglossum prasinum
- Lasioglossum quadrinotatum
- Lasioglossum sexmaculatum
- Lasioglossum sexnotatulum
- Lasioglossum sexnotatum
- Lasioglossum subfasciatum
- Lasioglossum xanthopus
- Lasioglossum zonulum
- Nomioides minutissimus - łusareczek matowy
- Pseudapis diversipes
- Pseudapis femoralis
- Rophites algirus
- Rophites hartmanni
- Rophites quinquespinosus
- Rophitoides canus – pseudowigorczyk lucernowiec
- Sphecodes albilabris – nęczyn lepiarkowiec
- Sphecodes crassus
- Sphecodes cristatus
- Sphecodes croaticus
- Sphecodes ephippius
- Sphecodes ferruginatus
- Sphecodes geoffrellus
- Sphecodes gibbus – nęczyn czerwonobrzuchy
- Sphecodes hyalinatus
- Sphecodes longulus
- Sphecodes marginiatus – nęczyn żółtopasek
- Sphecodes miniatus
- Sphecodes monilicornis
- Sphecodes niger
- Sphecodes pellucidus
- Sphecodes puncticeps
- Sphecodes reticulatus
- Sphecodes rubicundus
- Sphecodes rufiventris
- Sphecodes scabricollis
- Sphecodes spinulosus
- Systropha curvicornis – wrzałka powojowa
- Systropha planidens – wrzałka płaskozębna

### Podwijkowate(Tiphiidae)
W Poslce 6 gatunków, w tym:
- Tiphia femorata
- Tiphia ruficornis
- Tiphia morio
- Tiphia minuta
- Meria tripunctata

### Wysmugowate(Sapygidae)
W Polsce 4 gatunki, w tym:
- Sapyga clavicornis
- Sapyga quinquepunctata
- Sapyga similis

### Spójnicowate(Melittidae)
W Polsce 12 gatunków, w tym:
- Dasypoda argentata - obrostka ciemnonoga[88]
- Dasypoda aurata - obrostka rudogonka[88]
- Dasypoda hirtipes - obrostka letnia, obrostka pospolita
- Dasypoda morawitzi[87]
- Macropis europaea - skrócinka europejska
- Macropis fulvipes - skrócinka żółtonoga
- Melitta (Cilissa) haemorrhoidalis - spójnica dzwonkowa
- Melitta leporina - spójnica lucernowa
- Melitta melanura[89]
- Melitta nigricans - spójnica krwawnicowa
- Melitta tricincta
- Melitta udmurtica

### Miesierkowate(Megachilidae)
W Polsce 92 gatunki:
- Anthidiellum strigatum – makateczka komonicówka, żywicówka osowata
- Anthidium manicatum – makatka zbójnica, makatka zwyczajna
- Anthidium montanum – makatka górska
- Anthidium oblongatum (Proanthidium oblongatum) – makatka tarczkozębna
- Anthidium punctatum – makatka wełnista
- Anthidium septemspinosum – makatka siedmiozębna
- Chelostoma campanularum - nożycówka żółtobrzucha,
- Chelostoma distinctum
- Chelostoma florisomne – nożycówka pospolita, nożycówka jaskrzanka
- Chelostoma foveolatum
- Chelostoma rapunculi – nożycówka świerzbnicówka, nożycówka dzwonkowa
- Chelostoma ventrale
- Coelioxys afra – ścieska rudogonka
- Coelioxys alata – ścieska rybiogonka
- Coelioxys aurolimbata – ścieska trójzębna
- Coelioxys brevis
- Coelioxys conoidea – ścieska trójkątówka, ścieska przepasana
- Coelioxys elongata
- Coelioxys emarginata
- Coelioxys inermis – ścieska niedopaska
- Coelioxys lanceolata
- Coelioxys mandibularis – ścieska komonicówka, ścieska kątoszczęka
- Coelioxys polycentris
- Coelioxys quadridentata – ścieska  smółkarka
- Coelioxys rufescens – ścieska porobnicówka
- Coelioxys rufocaudata
- Dioxoides tridentata
- Heriades crenulatus – wałczatka wieloguzka
- Heriades truncorum – wałczatka dwuguzka, wałczatka pieniogniazda
- Hoplitis adunca – pseudomurarka żmijowcowa
- Hoplitis anthocopoides – pseudomurarka nakamionka
- Hoplitis claviventris – pseudomurarka komonicówka
- Hoplitis leucomelana – pseudomurarka jastrzębcowa, pseudomurarka mała
- Hoplitis mitis
- Hoplitis papaveris – pseudomurarka makowa, pseudomurarka powojówka
- Hoplitis ravouxi – pseudomurarka zachodnia
- Hoplitis tridentata – pseudomurarka trójzębna
- Hoplitis villosa
- Lithurgus cornutus – kamieniarka kuprówka, kamieniarka krasnogonka
- Megachile alpicola – miesierka rdzawostopka
- Megachile analis
- Megachile apicalis – miesierka nadustka
- Megachile argentata (Megachile pilidens) – miesierka białogonka
- Megachile centuncularis – miesierka różówka
- Megachile circumcincta – miesierka długowłosa
- Megachile ericetorum (Chalicodoma ericetorum) – miesierka dwuzębna
- Megachile lagopoda – miesierka chabrówka
- Megachile lapponica
- Megachile leachella – miesierka srebrzysta
- Megachile ligniseca – miesierka łysawa
- Megachile maritima – miesierka wielka, miesierka trójbarwna
- Megachile nigriventris
- Megachile octosignata
- Megachile pyrenaea
- Megachile rotundata – miesierka lucernówka
- Megachile versicolor – miesierka niedopaska
- Megachile willughbiella – miesierka ziemna, miesierka komonicówka
- Osmia andrenoides – murarka czerwonawa
- Osmia aurulenta – murarka muszlówka, murarka ślimacznica
- Osmia bicolor – murarka dwubarwna, murarka leśna
- Osmia bicornis (Osmia rufa) – murarka ogrodowa, murarka ruda
- Osmia bidentata
- Osmia brevicornis – murarka rzepakowa
- Osmia caerulescens – murarka lucernowa
- Osmia cerinthidis
- Osmia cornuta – murarka rogata
- Osmia fulviventris
- Osmia gallarum
- Osmia inermis
- Osmia leaiana – murarka ostrożeniówka
- Osmia maritima
- Osmia melanogaster
- Osmia mustelina – murarka skalna
- Osmia nigriventris
- Osmia niveata[91] – murarka jeżynówka, murarka ostówka
- Osmia parietina
- Osmia pilicornis
- Osmia spinulosa – murarka kolczasta
- Osmia tergestensis[92]
- Osmia unicata
- Osmia xanthomelana
- Pseudoanthidium nanum (Pseudoanthidium lituratum, Paranthidiellum lituratum) – pseudomakatka czarnogrzbieta, makatka czarnogrzbieta
- Stelis breviuscula – szmeronia wałczatkówka, szmeronia białopaska
- Stelis franconica
- Stelis minima
- Stelis minuta – szmeronia mała
- Stelis odontopyga – szmeronia muszlówka
- Stelis ornatula – szmeronia rożycówka
- Stelis phaeoptera
- Stelis punctulatissima – szmeronia ciemnoskrzydła
- Stelis signata – szmeronia makatkówka
- Trachusa byssina – smółka komonicówka

### Pszczołowate(Apidae)
W Polsce ok. 130 gatunków a w tym:

- Ammobates punctatus - cyga porobnicówka
- Anthophora aestivalis - porobnica czerwcowa
- Anthophora  (Heliophila) bimaculata - porobnica chabrówka
- Anthophora furcata - porobnica drewniarka
- Anthophora plagiata (Anthophora parietina) - porobnica naglinka, porobnica mularka
- Anthophora plumipes - porobnica włochatka, porobnica wiosenna, porobnica miodunkowa[93]
- Anthophora pubescens - porobnica opylona
- Anthophora quadrimaculata - porobnica ruda
- Anthophora retusa - porobnica jasnotowa
- Apis mellifera - pszczoła miodna
- Bombus confusus - trzmiel wielkooki
- Bombus cryptarum - trzmiel zamaskowany, trzmiel wąskopaskowy
- Bombus cullumanus - trzmiel zachodni
- Bombus distinguendus - trzmiel ozdobny
- Bombus fragrans - trzmiel olbrzymi
- Bombus hortorum - trzmiel ogrodowy
- Bombus humilis - trzmiel zmienny
- Bombus hypnorum - trzmiel parkowy, trzmiel drzewny
- Bombus jonellus - trzmiel tajgowy, trzmiel wrzosowiskowy
- Bombus laesus - trzmiel stepowy, trzmiel grzbietoplam, trzmiel naddunajski
- Bombus lapidarius - trzmiel kamiennik
- Bombus lucorum - trzmiel gajowy
- Bombus magnus - trzmiel wielki, trzmiel kołnierzykowy
- Bombus mesomelas - trzmiel wyżynny
- Bombus muscorum - trzmiel żółty
- Bombus pascuorum (Bombus agrorum) - trzmiel rudy
- Bombus pomorum - trzmiel rdzawoodwłokowy, trzmiel owocowy
- Bombus pratorum - trzmiel łąkowy, trzmiel leśny
- Bombus pyrenaeus - trzmiel wysokogórski
- Bombus ruderarius - trzmiel rudonogi
- Bombus ruderatus - trzmiel ciemnopasy, trzmiel złotopasy
- Bombus schrencki - trzmiel czarnopaskowany, trzmiel Schrencka
- Bombus semenoviellus - trzmiel wschodni
- Bombus sichelii - trzmiel żółtopasy
- Bombus soroeensis - trzmiel różnobarwny
- Bombus subterraneus - trzmiel paskowany
- Bombus sylvarum - trzmiel rudoszary, trzmiel leśny
- Bombus terrestris - trzmiel ziemny
- Bombus veteranus - trzmiel szary
- Bombus wurflenii - trzmiel sześciozębny

trzmielce:
- Bombus (Psithyrus) barbutellus - trzmielec ogrodowy
- Bombus (Psithyrus) bohemicus - trzmielec gajowy
- Bombus (Psithyrus) campestris - trzmielec żółty
- Bombus (Psithyrus) flavidus - trzmielec północny
- Bombus (Psithyrus) norvegicus - trzmielec górski, trzmielec drzewny
- Bombus (Psithyrus) quadricolor - trzmielec czterobarwny, trzmielec różnobarwny, trzmielec pirenejski
- Bombus (Psithyrus) rupestris - trzmielec czarny, brzmik cicholot
- Bombus (Psithyrus) sylvestris - trzmielec leśny
- Bombus (Psithyrus) vestalis - trzmielec ziemny

-
- Eucera clypeata - kornutka lucernowa
- Eucera interrupa - kornutka wykowa
- Eucera longicornis - kornutka koniczynowa
- Eucera tuberculata - kornutka komonicowa
- Nomada goodeniana - koczownica
- Tetralonia malvae (Tetralonia macroglossa) - rozrożka długoczułka, rozrożka ślazowa
- Tetraloniella dentata (Tetralonia dentata, Tetralonia cinerescens) - rozrożeczka chabrowa, rozrożka chabrowa
- Tetraloniella salicariae (Tetralonia salicariae) - rozrożeczka krwawnicowa, rozrożka krwawnicowa
- Xylocopa valga - zadrzechnia czarnoroga
- Xylocopa violacea - zadrzechnia fioletowa

Psithyrus (trzmielec, brzmik) – podrodzaj taksonomicznie zaliczany do rodzaju Bombus (trzmiel)

### Żronkowate(Mutillidae)
W Polsce 7 gatunków, w tym:
- żronka (Mutilla europaea)[94]
- Myrmosa atra[95]
- Paramyrmosa brunnipes[95]
- Dasylabris maura[95]
- Physetopoda halensis[72]

### Nastecznikowate(Pompilidae)
W Polsce 90 gatunków:
- Agenioideus ciliatus
- Agenioideus cinctellus - Upieńkowiec białokropek
- Agenioideus sericeus - Upieńkowiec ciemny
- Agenioideus usurarius - Upieńkowiec łysawy
- Anoplius aeruginosus
- Anoplius caviventris
- Anoplius concinnus - Swędosz przewężek
- Anoplius infuscatus - Swędosz czerwonoczarny
- Anoplius nigerrimus - Swędosz czerniec
- Anoplius tenuicornis
- Anoplius viaticus - Swędosz pajęczarz
- Aporinellus sexmaculatus - Pastwiel sześcioplamek
- Aporus pollux - Gnębiec gruboudy
- Arachnospila abnormis - Poskromiel wgłębiec
- Arachnospila alvarabnormis
- Arachnospila anceps - Poskromiel pajęcznik
- Arachnospila asiatica
- Arachnospila ausa
- Arachnospila consobrina - Poskromiel brunecik
- Arachnospila fumipennis
- Arachnospila fuscomarginata - Poskromiel lemieszowiec
- Arachnospila hedickei - Poskromiel brandenburski
- Arachnospila minutula - Poskromiel wielkooki
- Arachnospila opinata
- Arachnospila rufa - Poskromiel rudawy
- Arachnospila sogdianoides - Poskromiel tyrolczyk
- Arachnospila spissa - Poskromiel ociężały
- Arachnospila trivialis - Poskromiel zagoniec
- Arachnospila virgilabnormis
- Arachnospila wesmaeli - Poskromiel pędzelkowiec
- Arachnospila westerlundi
- Auplopus albifrons - Wolnica czerwonawa
- Auplopus carbonarius - Wolnica czarniawa
- Auplopus rectus
- Caliadurgus fasciatellus - Rawik kolconogi
- Ceropales albicincta - Kołowatek paskowany
- Ceropales helvetica - Kołowatek południowy
- Ceropales maculata - Kołowatek plamisty
- Ceropales variegata - Kolowatek letni
- Cryptocheilus fabricii - Okrążel białoplamek
- Cryptocheilus notatus - Okrążel pogońcowiec
- Cryptocheilus versicolor - Okrążel leśnostepowy
- Dipogon asahinai
- Dipogon austriacus
- Dipogon bifasciatus - Upieńka drewniarka
- Dipogon subintermedius - Upieńka koziołek
- Dipogon variegatus - Upieńka przepaskówka
- Dipogon vechti
- Eoferreola rhombica - Dręczka poskoczowa[72]
- Episyron albonotatum - Opylec białoplamy
- Episyron gallicum - Opylec śródziemnomorski
- Episyron rufipes - Opylec rudonogi
- Evagetes crassicornis - Zagrabiel oszczecik
- Evagetes dubius - Zagrabiel gruborogi
- Evagetes gibbulus - Zagrabiel napiaskowy
- Evagetes littoralis - Zagrabiel wydmowy
- Evagetes pauli
- Evagetes pectinipes - Zagrabiel szorstkonogi
- Evagetes proximus - Zagrabiel czterokolec
- Evagetes sahlbergi - Zagrabiel trójkolec
- Evagetes siculus
- Evagetes subglaber
- Evagetes tumidosus
- Ferreola diffinis - Dręczka matowa
- Homonotus sanguinolentus - Rezun krwistoplamiec
- Nanoclaveria leucopterus - Tępilec wąskooki
- Parabatozonus lacerticida (Batozonellus lacerticida) - Nastecznik żółtoskrzydły, Żółty diabeł
- Poecilagenia rubricans - Plądrowiec krasnogrzbiety
- Pompilus cinereus - Nastecznik szarawy
- Priocnemis agilis
- Priocnemis baltica - Uzębek bałtycki
- Priocnemis confusor (Priocnemis gracilis)
- Priocnemis cordivalvata
- Priocnemis coriacea - Uzębek wiosenny
- Priocnemis enslini
- Priocnemis exaltata - Uzębek zwyczajny
- Priocnemis fennica
- Priocnemis hankoi
- Priocnemis hyalinata - Uzębek szklisty
- Priocnemis melanosoma - Uzębek czarny
- Priocnemis minuta - Uzębek mały
- Priocnemis parvula
- Priocnemis pellipleuris
- Priocnemis perturbator - Uzębek podróżnik
- Priocnemis pillichi
- Priocnemis pusilla - Uzębek kreskowany
- Priocnemis schioedtei - Uzębek siatkowany
- Priocnemis susterai - Uzębek większy
- Priocnemis vulgaris - Uzębek kosmatek
- Tachyagetes filicornis - Niżwin cienkorogi

### Smukwowate(Scoliidae)
W Polsce 2 gatunki:
- Scolia hirta - Smukwa kosmata, Smukwa okazała
- Scolia sexmaculata - Smukwa białoplama, Smukwa czwórplamna

### Osowate(Vespidae)
W Polsce 13 gatunków os właściwych oraz prawie 50 gatunków kopułek, w tym:

- Ancistrocerus antilope
- Ancistrocerus dusmetiolus
- Ancistrocerus gazella
- Ancistrocerus ichneumonideus[72]
- Ancistrocerus nigricornis
- Ancistrocerus oviventris
- Ancistrocerus parietinus
- Ancistrocerus parietus
- Ancistrocerus quadratus
- Ancistrocerus renimacula
- Ancistrocerus scoticus
- Ancistrocerus trifasciatus
- Discoelius priesneri
- Discoelius zonalis
- Dolichovespula adulterina
- Dolichovespula media – osa średnia
- Dolichovespula norwegica[98]
- Dolichovespula omissa – osa średnia
- Dolichovespula saxonica[98] – osa saksońska
- Dolichovespula sylvestris[98] – osa leśna
- Eumenes coarctatus – kopułka wysmukła
- Eumenes dubius
- Eumenes papillarius
- Eumenes pedunculatus
- Eumenes pomiformis
- Eumenes subpomiformis
- Leptochilus dantici
- Leptochilus notatus
- Leptochilus quadrifasciatus
- Leptochilus xanthomelas
- Microdynerus exilis
- Microdynerus parvulus
- Microdynerus timidus
- Odynerus angustatus
- Odynerus bifasciatus
- Odynerus connexus
- Odynerus crassicornis
- Odynerus debilitatus
- Odynerus elegans
- Odynerus murarius
- Odynerus mutinensis
- Oplomerus laevipes
- Oplomerus melanocephalus
- Oplomerus reniformis
- Oplomerus simillimus
- Oplomerus spinipes
- Polistes dominula – klecanka rdzaworożna
- Polistes nimpha[98] – klecanka polna
- Pterocheilus phaleratus
- Stenodynerus caroli
- Stenodynerus chevrieranus
- Stenodynerus orenburgensis[72]
- Stenodynerus steckianus[72]
- Stenodynerus teutonicus
- Vespa crabro – szerszeń europejski
- Vespula austriaca[98]
- Vespula germanica – osa dachowa
- Vespula rufa – osa rudawa
- Vespula vulgaris – osa pospolita

### Mrówkowate(Formicidae)
W Polsce 103 gatunki, w tym:

- Anergates atratulus – nieróbka czarniawa
- Aphaenogaster subterranea
- Camponotus fallax – mrówka pniowa
- Camponotus herculeanus – gmachówka cieśla, gmachówka koniczek
- Camponotus ligniperdus – gmachówka drzewotoczna
- Camponotus piceus
- Camponotus vagus
- Hypoponera punctatissima
- Dolichoderus quadripunctatus – nadrzewnica czteroplamka, czterokropek
- Doronomyrmex kutteri
- Epimyrma ravouxi – namrówka Ravoux'a
- Formica aquilonia – mrówka północna
- Formica candida
- Formica cinerea – pierwomrówka żwirowa
- Formica cunicularia – pierwomrówka podziemna, pierwomrówka ziemna
- Formica exsecta – ozdobnica większa
- Formica foreli – ozdobnica Forela
- Formica forsslundi – ozdobnica Forsslunda
- Formica fusca – pierwomrówka łagodna
- Formica gagatues
- Formica glauca
- Formica lemani
- Formica lugubris – mrówka smętnica
- Formica polyctena – mrówka ćmawa
- Formica praetensis – mrówka łąkowa, mrówka czarniawka
- Formica pressilabris – ozdobnica mniejsza
- Formica rufa – mrówka rudnica
- Formica rufibarbis – pierwomrówka krasnolica
- Formica sanguinea – zbójnica krwista
- Formica truncorum – mrówka pniakowa
- Formica uralensis – mrówka uralska
- Formicoxenus nitidulus – gładyszek mrowiskowy
- Harpagoxenus sublaevis
- Lasius alienus – hurtnica podobna
- Lasius bicornis
- Lasius brunneus – hurtnica wstydliwa
- Lasius citrinus
- Lasius distinguendus
- Lasius emarginatus
- Lasius flavus – podziemnica zwyczajna
- Lasius fuliginosus – kartonówka zwyczajna
- Lasius jensi
- Lasius meridionalis
- Lasius mixtus
- Lasius neglectus - mrówka anatolijska
- Lasius niger – hurtnica pospolita, hurtnica czarna
- Lasius nitidigaster
- Lasius paralienus
- Lasius platythorax
- Lasius psammophilus
- Lasius umbratus – podziemnica cieniolubna, mrówka podziemnica
- Leptothorax acervorum – smuklica zwyczajna, wysmuklica zwyczajna
- Leptothorax affinis
- Leptothorax albipennis
- Leptothorax corticalis
- Leptothorax clypeatus
- Leptothorax crassispinus
- Leptothorax gredleri – smuklica Gredlera
- Leptothorax interruptus
- Leptothorax muscorum – smuklica mchowa, wysmuklica mchowa
- Leptothorax nadigi
- Leptothorax nigriceps
- Leptothorax nylanderi – wysmuklica Nylandera
- Leptothorax parvulus
- Leptothorax sordidulus
- Leptothorax unifasciatus
- Leptothorax tuberum
- Linepithema humile
- Manica rubida – wścieklica dorodna
- Messor structor – żniwiarka śródziemnomorska
- Monomorium pharaonis – mrówka faraona
- Myrmecina graminicola
- Myrmica gallienii
- Myrmica hellenica
- Myrmica hirsuta
- Myrmica karavajevi
- Myrmica lobicornis – wścieklica płatkorożna
- Myrmica lonae
- Myrmica microrubra
- Myrmica rubra – wścieklica zwyczajna
- Myrmica ruginodis – wścieklica podobna
- Myrmica rugulosa – wścieklica marszczysta
- Myrmica sabuleti – wścieklica Sabuleta
- Myrmica salina
- Myrmica scabrinodis – wścieklica uszatka, wścieklica szorstka
- Myrmica schencki – wścieklica Schencka
- Myrmica specioides
- Myrmica sulcinodis
- Myrmica tulinae
- Myrmica vandeli
- Polyergus rufescens – mrówka amazonka
- Solenopsis fugax – mrówka złodziejka
- Stenamma debile – otrupka Westwooda
- Strongylognathus testaceus – sierpnica płowa
- Ponera coarctata – złośnica zwyczajna
- Tapinoma ambiguum
- Tapinoma erraticum – koczowniczka czarna
- Tetramorium caespitum – murawka darniowiec, murawka darniowa
- Tetramorium caldarium
- Tetramorium impurum
- Tetramorium insolens
- Tetramorium moravicum